# Évora
Évora è una città portoghese, la più grande della regione dell'Alentejo e capoluogo del distretto omonimo. In Portogallo, è sede di un'università seconda per antichità solo a quella di Coimbra, essendo stata fondata nel 1559.
È dotata di cinta muraria (opere risalenti a epoche diverse, le ultime del XVII secolo) e dominata da una cattedrale medioevale che torreggia sul labirinto di stradine del centro storico. Per la numerosa presenza di testimonianze architettoniche negli stili più vari (gotico, rinascimentale, manuelino, neoclassico, manieristico e barocco), è considerata una città-museo e dal 1986 è Patrimonio dell'umanità UNESCO.
È stata scelta per essere capitale europea della cultura nel 2027, insieme alla lettone Liepāja.

## Storia
Il luogo fu abitato già dalla preistoria, come testimoniano i diversi siti megalitici presenti nei dintorni.
Nel periodo di dominazione romana, Évora fu un nodo importante di strade che collegavano diverse regioni di Spagna e Portogallo. È citata da Plinio con il nome di Ebora Cerealis per l'abbondanza di granaglie prodotta nella regione. Da Cesare fu chiamata Liberalitas Julia e in seguito la città si arricchì di monumenti di cui rimangono i resti: il tempio detto di Diana (ma non si sa se dedicato a Giove o a Diana) e un arco trionfale nella zona dove doveva trovarsi il foro. Fu conquistata da Ataulfo, re dei visigoti nel 416, poi nel 715 dagli arabi che vi restarono per quattro secoli e mezzo fino al 1165, quando secondo la tradizione venne riconquistata da Geraldo Geraldes (meglio noto come Geraldo sem Pavor, lett. Geraldo senza paura), figura semileggendaria della Reconquista portoghese. Da allora la città conobbe un nuovo sviluppo: fu eretta una nuova cinta muraria in parte ancora visibile e divenne a diverse riprese sede delle cortes e residenza reale. Geraldo compare nel blasone della città di Évora e a lui è dedicata la centrale Praça do Giraldo. 
Dall'ascesa al trono di Giovanni I, Évora ebbe un periodo di splendore che la portò a diventare nei secoli XV e XVI la seconda città del Portogallo. Fu sede di un palazzo reale e dal 1559 un'università che Giovanni III affidò ai Gesuiti.
Quando Sebastião José de Carvalho e Melo, marchese di Pombal, despota illuminato riformatore ricostruì Lisbona distrutta dal terremoto, centralizzò il potere e nel 1759 espulse i Gesuiti e ne confiscò i beni, l'università venne soppressa e per Évora seguì un periodo di declino, finché nel secolo successivo tornò ad essere un importante centro agricolo-commerciale.

## Società

### Evoluzione demografica
| Popolazione di Évora (1801 – 2011) | Popolazione di Évora (1801 – 2011) | Popolazione di Évora (1801 – 2011) | Popolazione di Évora (1801 – 2011) | Popolazione di Évora (1801 – 2011) | Popolazione di Évora (1801 – 2011) | Popolazione di Évora (1801 – 2011) | Popolazione di Évora (1801 – 2011) | Popolazione di Évora (1801 – 2011) |
| ---------------------------------- | ---------------------------------- | ---------------------------------- | ---------------------------------- | ---------------------------------- | ---------------------------------- | ---------------------------------- | ---------------------------------- | ---------------------------------- |
| 1801                               | 1849                               | 1900                               | 1930                               | 1960                               | 1981                               | 1991                               | 2001                               | 2011                               |
| 18620                              | 16995                              | 25563                              | 35903                              | 50095                              | 51572                              | 53754                              | 56519                              | 56596                              |

## Geografia fisica

### Clima
| Mese                | Mesi | Mesi | Mesi | Mesi | Mesi | Mesi | Mesi | Mesi | Mesi | Mesi | Mesi | Mesi | Stagioni | Stagioni | Stagioni | Stagioni | Anno |
| Mese                | Gen  | Feb  | Mar  | Apr  | Mag  | Giu  | Lug  | Ago  | Set  | Ott  | Nov  | Dic  | Inv      | Pri      | Est      | Aut      | Anno |
| ------------------- | ---- | ---- | ---- | ---- | ---- | ---- | ---- | ---- | ---- | ---- | ---- | ---- | -------- | -------- | -------- | -------- | ---- |
| T. max. media (°C)  | 12,8 | 13,7 | 15,9 | 17,8 | 21,6 | 26,2 | 30,0 | 30,2 | 27,4 | 21,7 | 16,3 | 13,1 | 13,2     | 18,4     | 28,8     | 21,8     | 20,6 |
| T. min. media (°C)  | 6,1  | 6,7  | 7,7  | 8,9  | 11,1 | 14,0 | 16,0 | 16,3 | 15,7 | 12,9 | 9,1  | 6,6  | 6,5      | 9,2      | 15,4     | 12,6     | 10,9 |
| Precipitazioni (mm) | 88   | 86   | 57   | 56   | 38   | 29   | 8    | 4    | 27   | 69   | 80   | 85   | 259      | 151      | 41       | 176      | 627  |
| Giorni di pioggia   | 10   | 10   | 7    | 8    | 6    | 3    | 1    | 0    | 3    | 7    | 9    | 9    | 29       | 21       | 4        | 19       | 73   |

## Freguesias
- Bacelo
- Canaviais
- Horta das Figueiras
- Malagueira
- Nossa Senhora da Boa Fé
- Nossa Senhora da Graça do Divor
- Nossa Senhora da Tourega
- Nossa Senhora de Guadalupe
- Nossa Senhora de Machede
- Santo Antão
- São Bento do Mato
- São Mamede
- São Manços
- São Miguel de Machede
- São Sebastião da Giesteira
- São Vicente do Pigeiro
- Sé e São Pedro
- Senhora da Saúde
- Torre de Coelheiros

## Monumenti notevoli

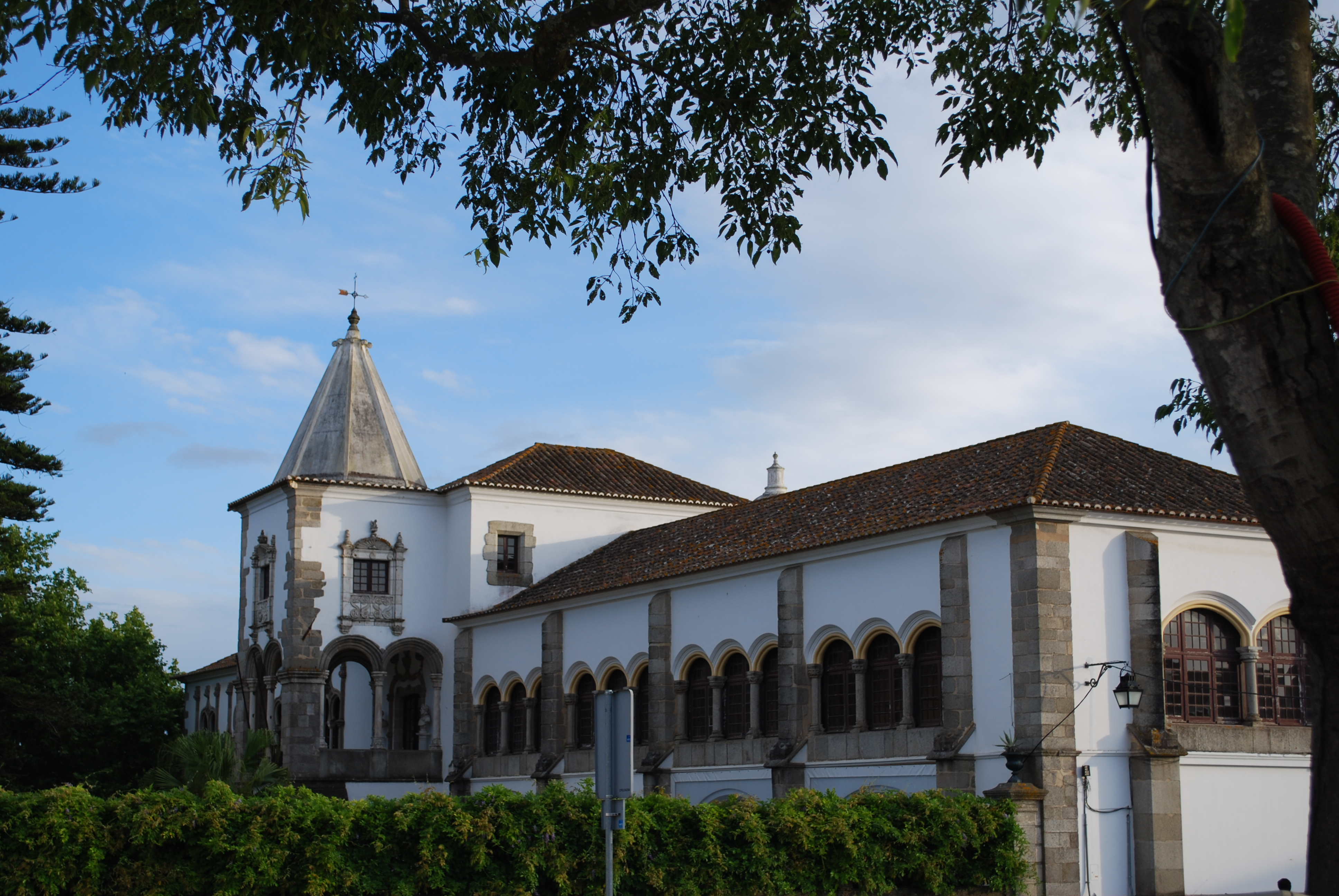
Il Palazzo Reale di Evora

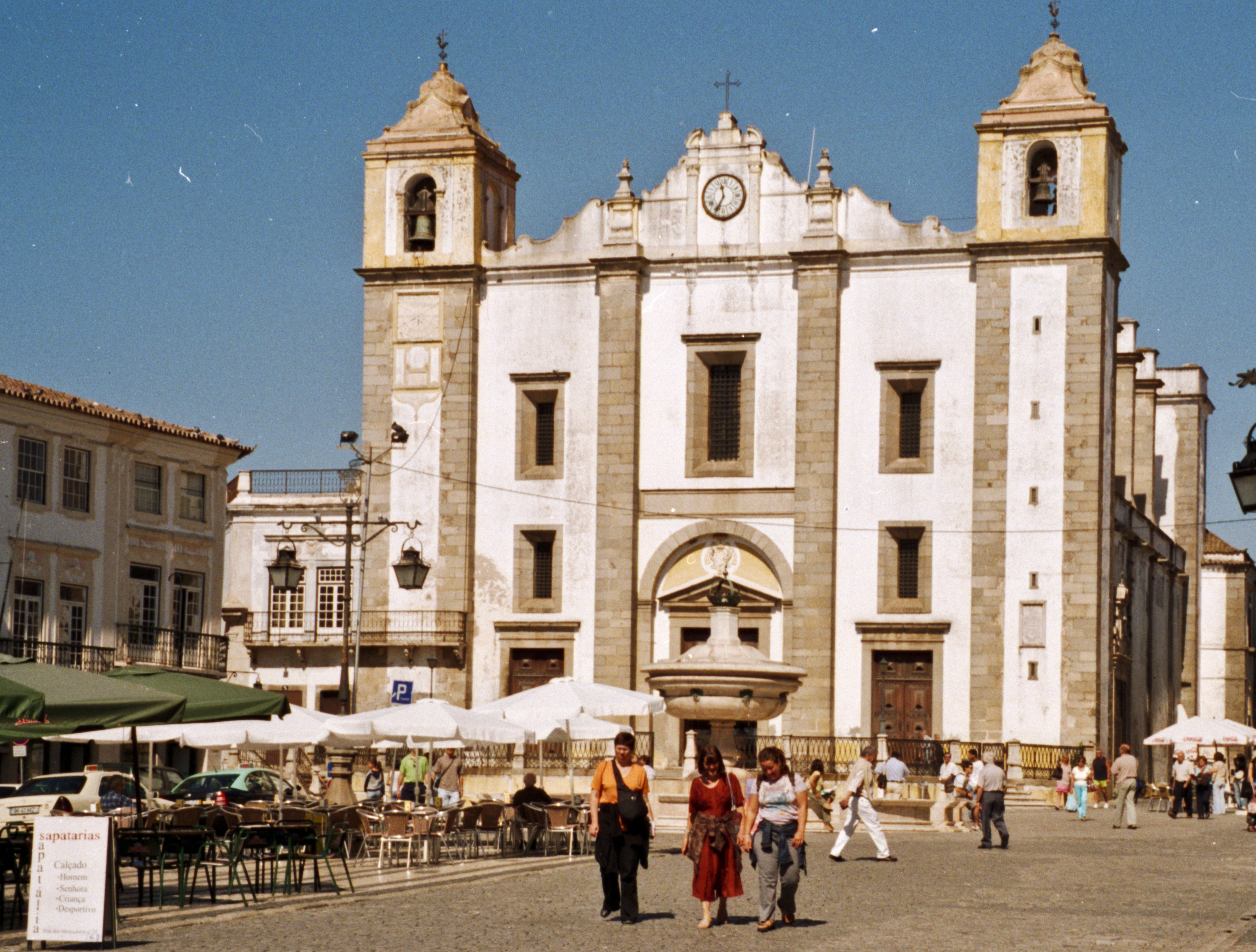
Chiesa di sant'Antonio Abate

- Palazzo reale di Évora, noto anche come Palazzo Dom Manuel, già Palazzo Reale di San Francesco, residenza dei re portoghesi a Evora
- Tempio romano di epoca augustea, che conserva ancora in piedi 14 delle originarie 26 colonne della peristasi.
- Museo Regional dedicato all'archeologia e alle arti di diversi secoli.
- Biblioteca ricca di oltre 250.000 volumi, 500.000 manoscritti, 600 incunaboli.
- Convento de los Loios costruito nel XV secolo e rifatto in parte dopo il terremoto del 1755.
- Collegio gesuitico dello Spirito Santo, realizzato nel 1351, fu poi sede fino dell'antica Università fondata nel 1559 per contrastare la più antica e indipendente Università di Coimbra; è sede della nuova Università di Évora ricostituita nel 1979.
- Igreja de la Misericordia, chiesa del secolo XVI.
- Igreja de Graça chiesa rinascimentale del XVI secolo che fa parte di un vecchio convento oggi adibito ad altri usi.

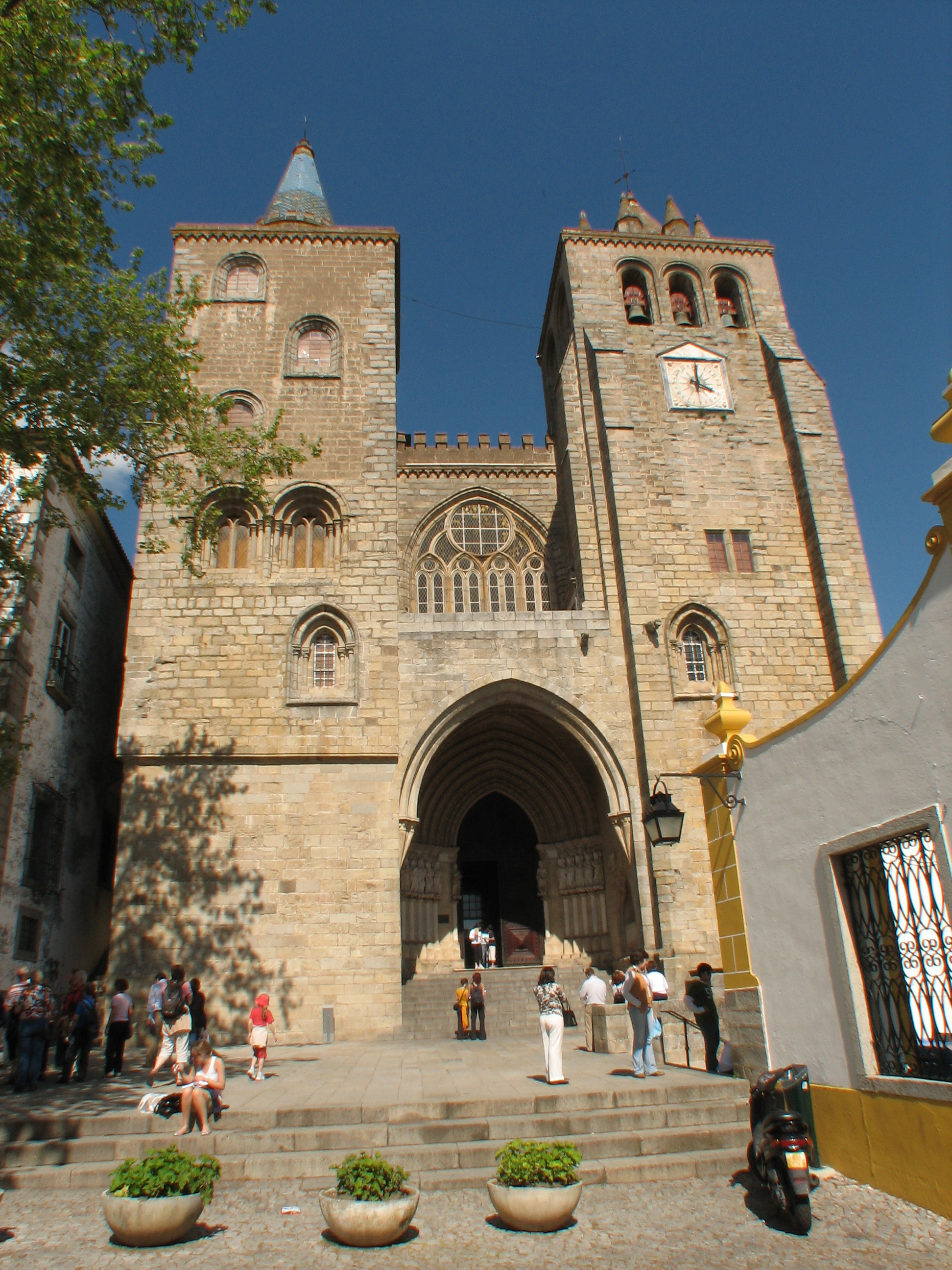
Cattedrale di Évora

- Igreja de São Francisco chiesa fondata nel 1485. Da essa si accede alla Capela dos Ossos dei secoli XVI-XVII rivestita di ossa umane di 5000 persone, compresi i frati dell'antico convento francescano di cui era parte.
- Cattedrale di Évora progettata da Afonso Álvares, è il più importante monumento medioevale rimasto con l'aspetto di una chiesa-fortezza edificata nel XIII secolo, con la facciata fra due torri e i fianchi e il transetto merlati.
- Chiesa di sant'Antonio Abate, chiesa in stile rinascimentale eretta a metà del XVI secolo per volere dell'allora arcivescovo di Évora, il futuro re Enrico I del Portogallo
- Aqueduto das Agua ds Prata, l'acquedotto ad archi fu fatto costruire dal re dom Joao III nel 1531-42 ed è lungo 19 km.

## Evora monumentale e storica

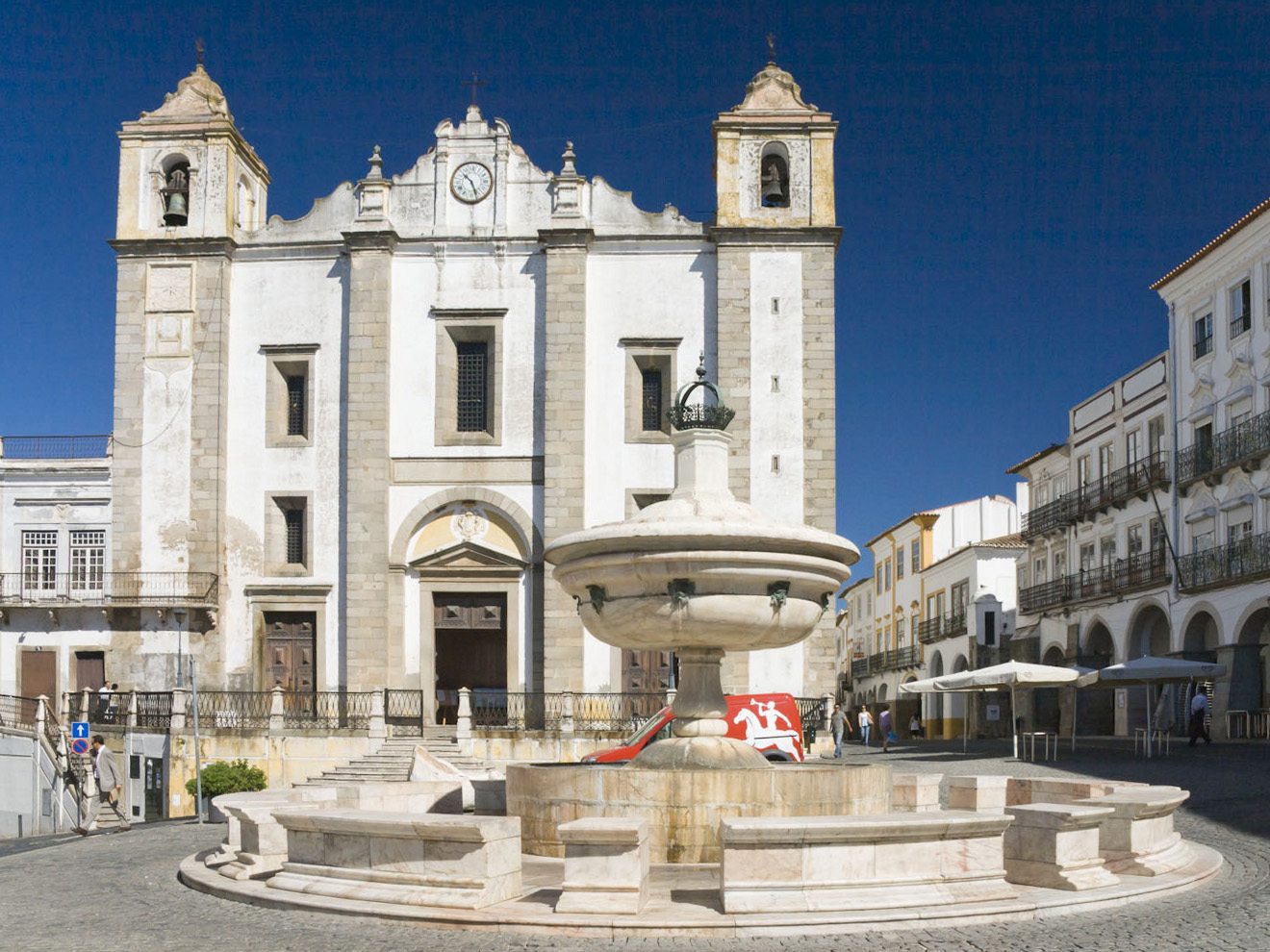
Igreja de Santo Antão in Praça do Giraldo
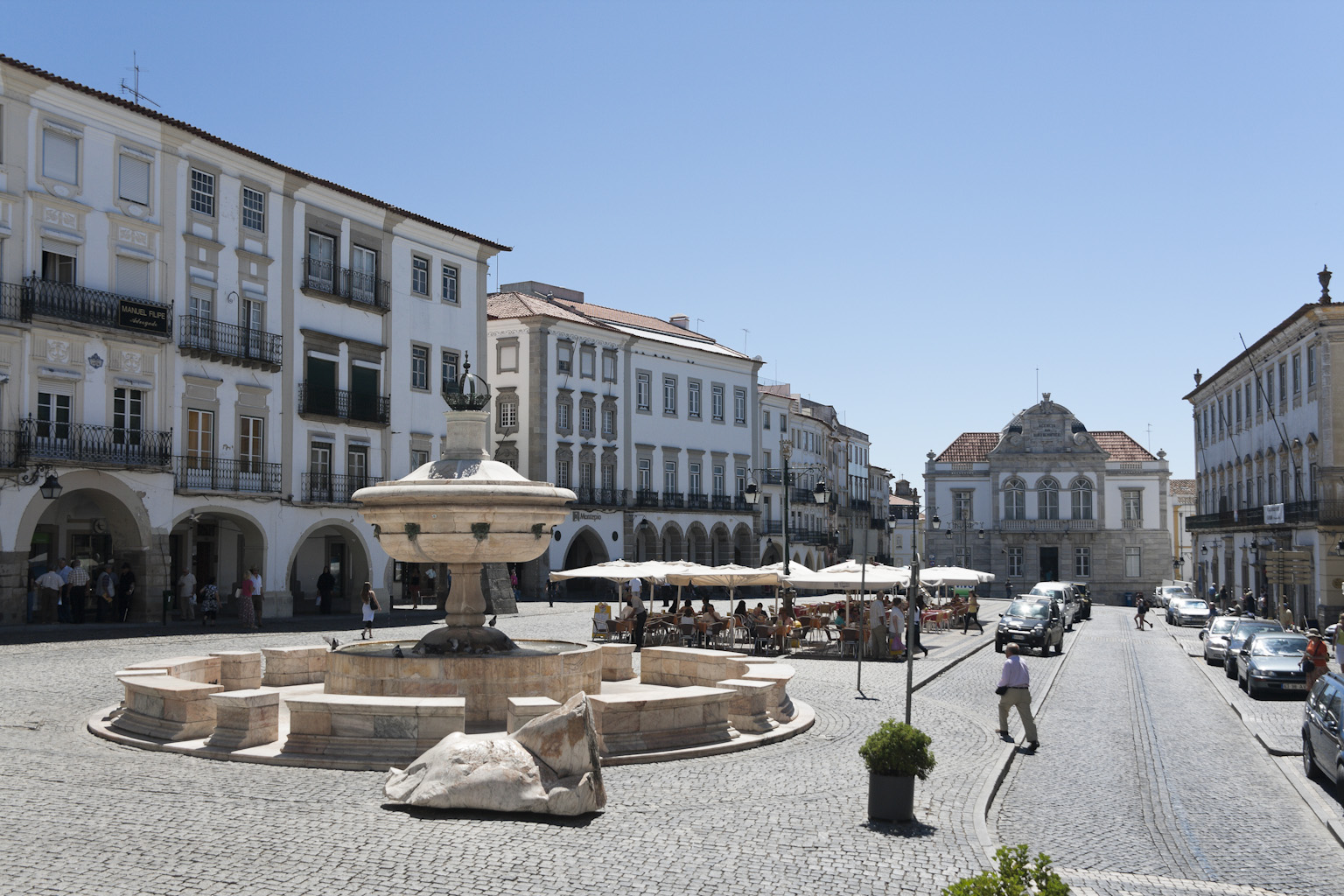
La centrale Praça do Giraldo
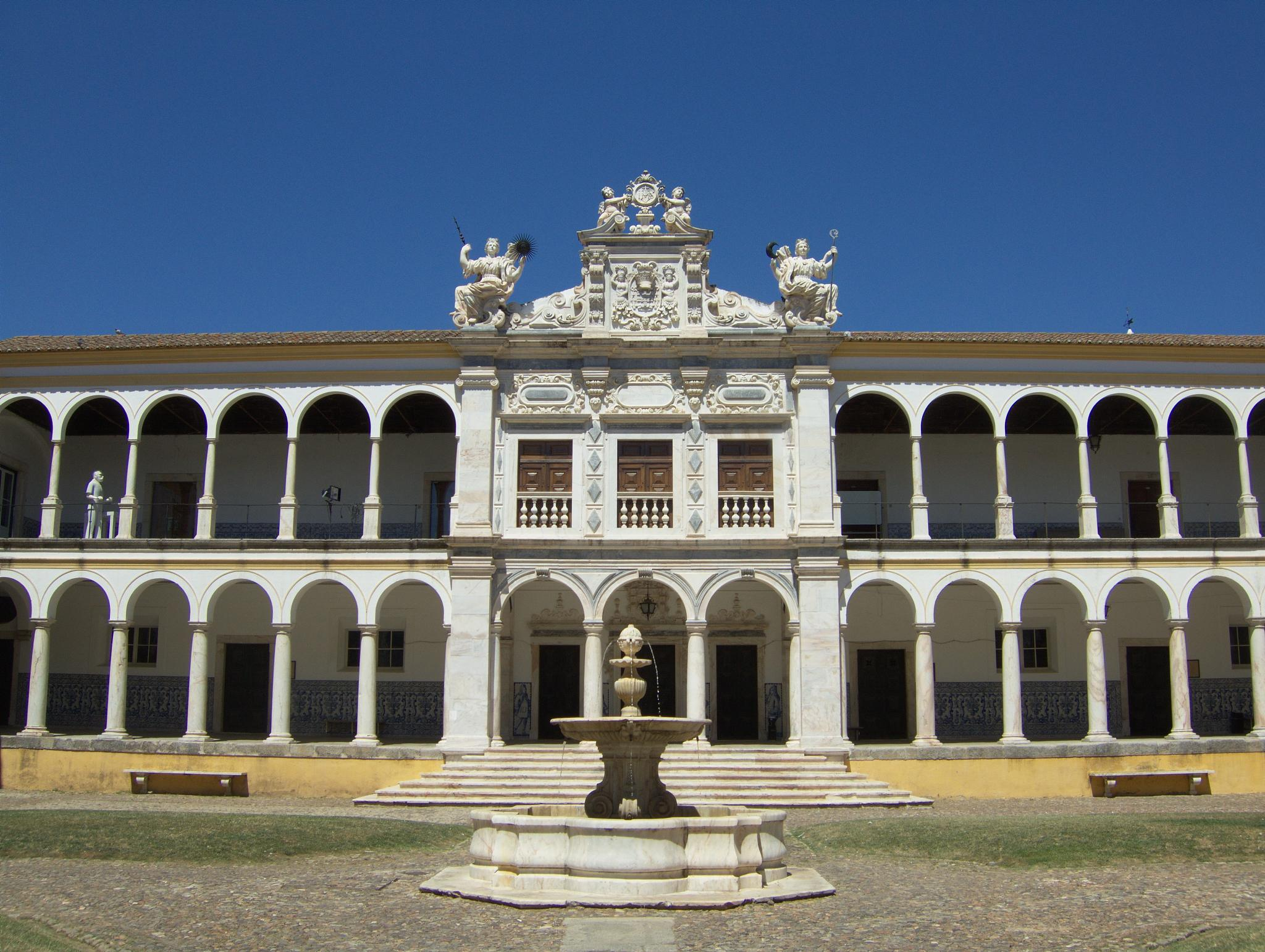
L'Università di Évora
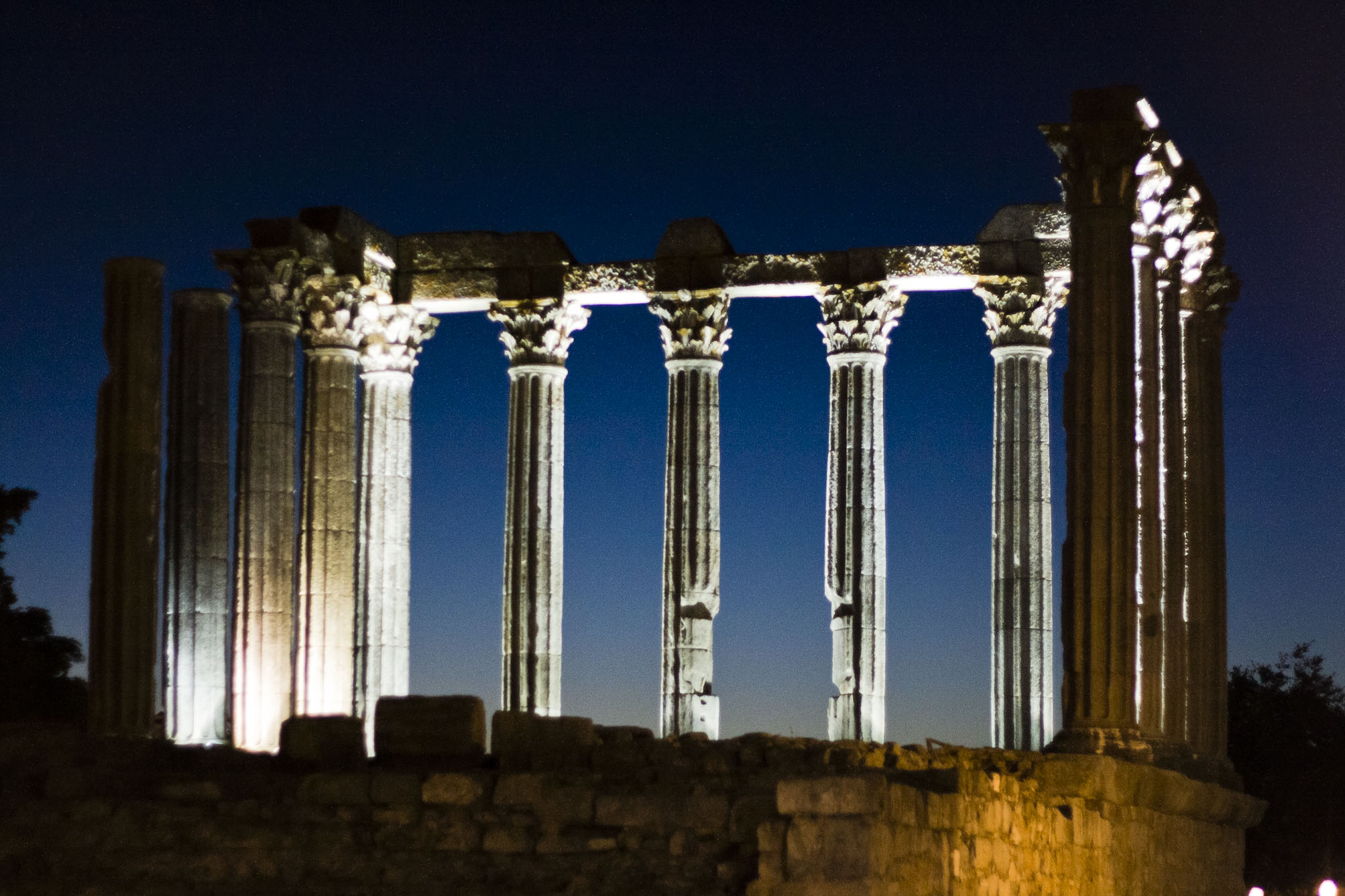
Il tempio di Diana al tramonto
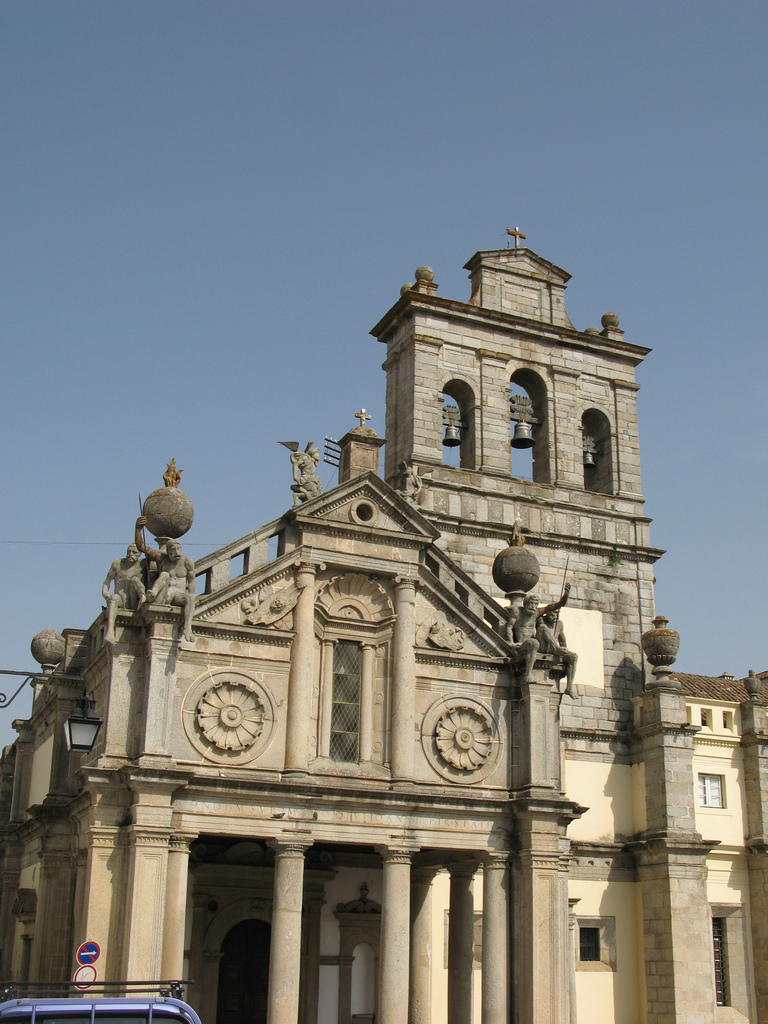
L' Igreja de Graça
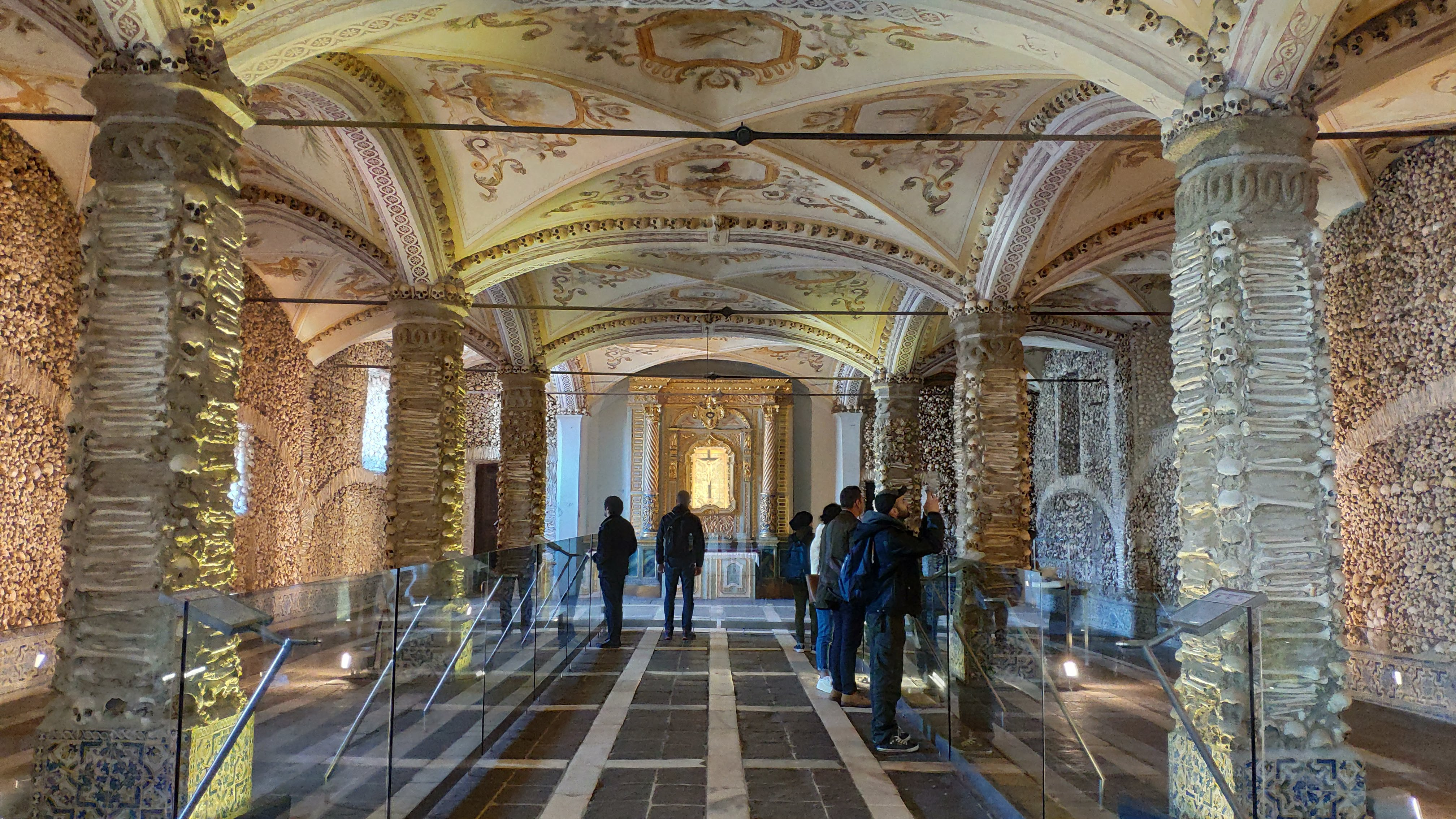
La Capela dos Ossos
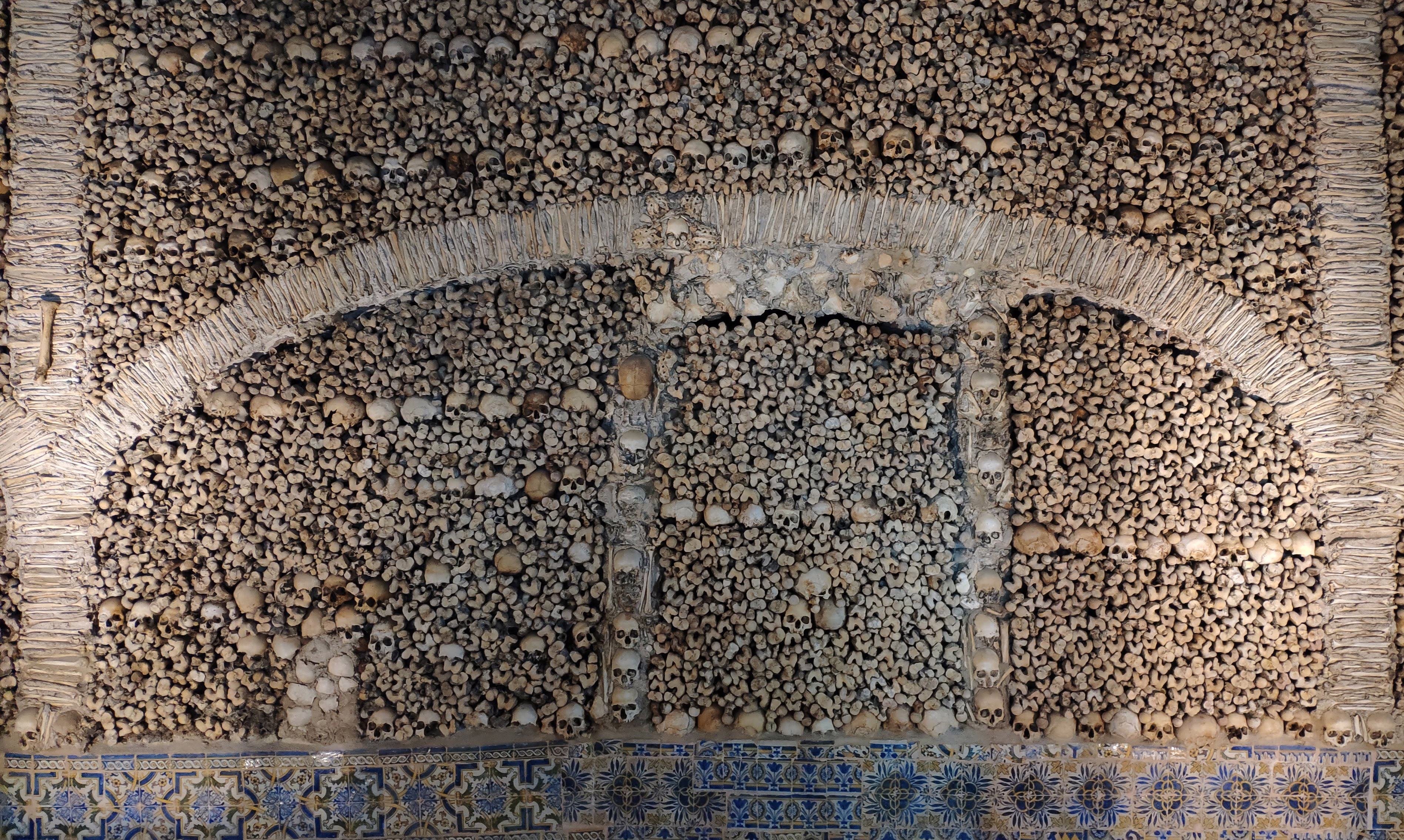
Dettaglio della Capela dos Ossos
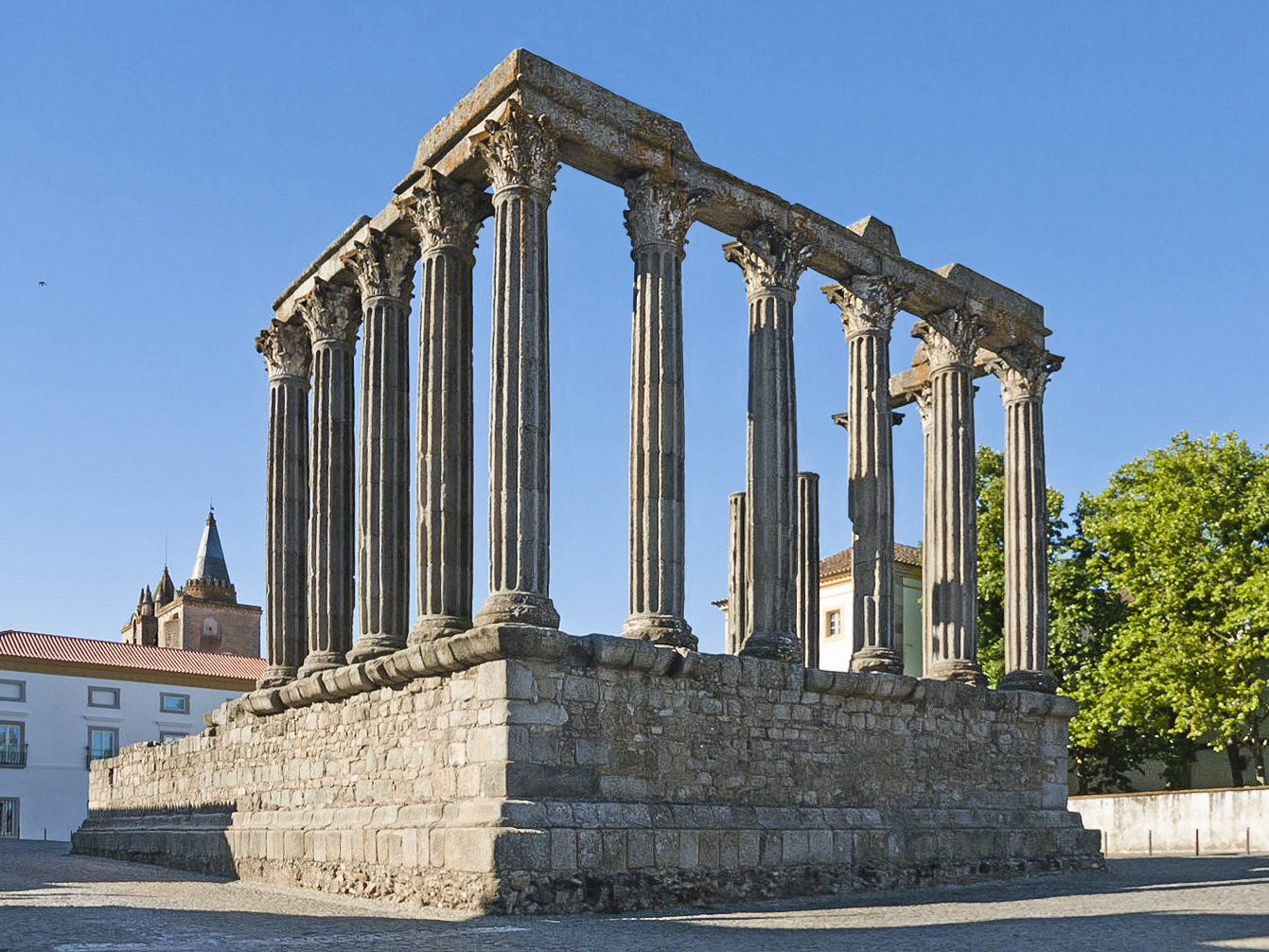
Il tempio di Diana

## Cinema e Sport
Dal 2001, ogni anno si svolge il Fike - International Short Film Festival, un festival internazionale dedicato ai cortometraggi provenienti da tutto il mondo.
La città possiede una squadra di calcio chiamata Juventude S.C.

## Dintorni di Évora

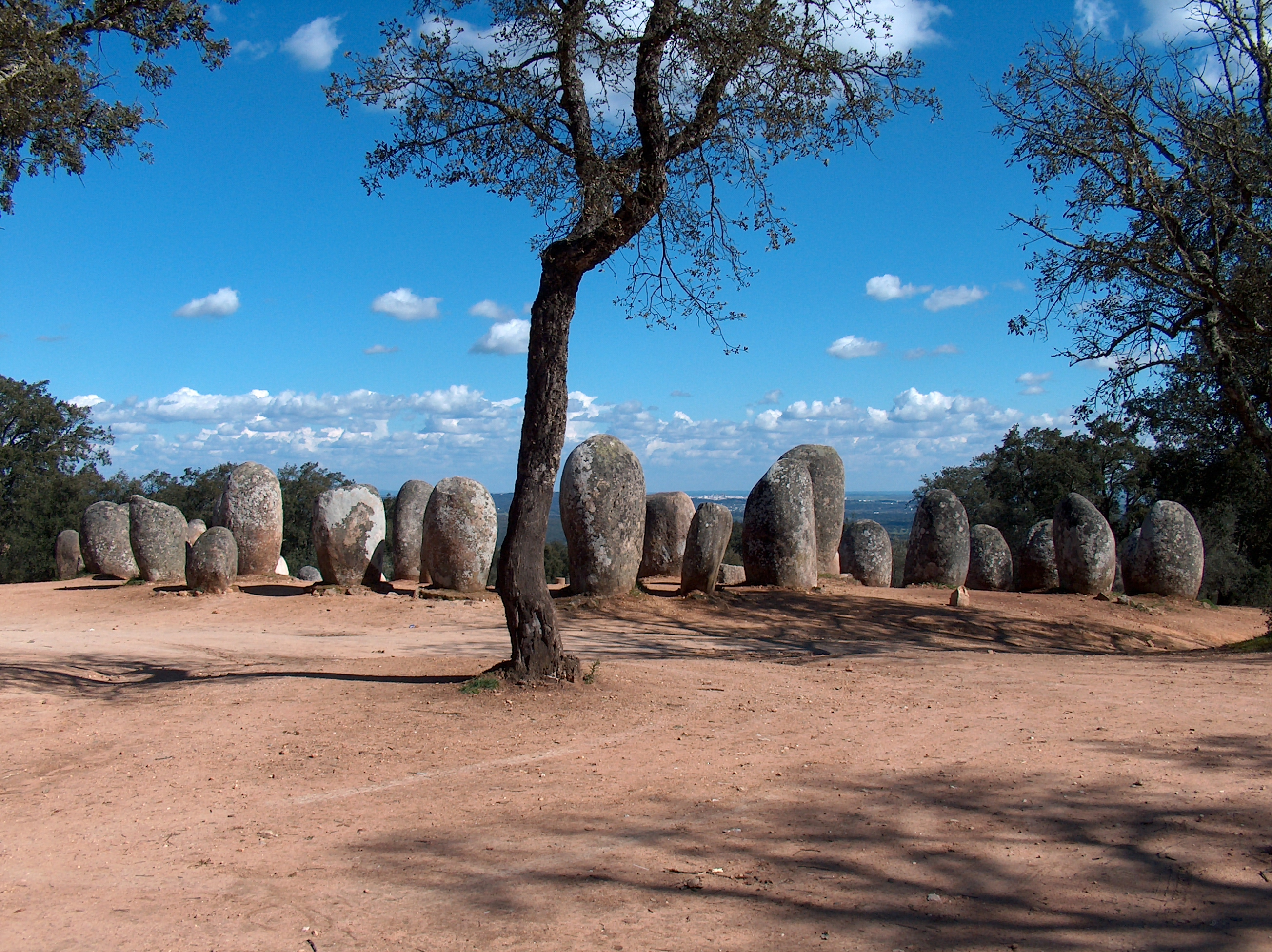
Il Cromlech di Almendres.

- Cromlech di Almendres a 17 km. Il menhir isolato alto 2,5 metri, risalente al megalitico, e nei pressi un cromlech, serie di 96 monoliti disposti secondo una ellissi.
- Dolmen di Zambujeiro de Valverde e Grotta di Escoural a 10 km; il dolmen megalitico è alto 6 metri e la grotta con incisioni rupestri è del Paleolitico superiore.
- Mosteiro de Santa Maria Scala Coeli a 3 km; certosa iniziata nel 1587 ma mai finita. Ci sono comunque alcuni edifici e una chiesa classicheggiante del XVI secolo. Di fronte c'è il convento di São Bento de Castris, con chiesa gotica dei secoli XIV-XV a grandi azulejo con figure.